# Georges Dutriac
Georges Pierre Dutriac, né le 17 novembre 1866 à Bordeaux et mort le 17 mars 1958 à Charenton-le-Pont (Val-de-Marne), est un peintre et illustrateur français.

## Biographie

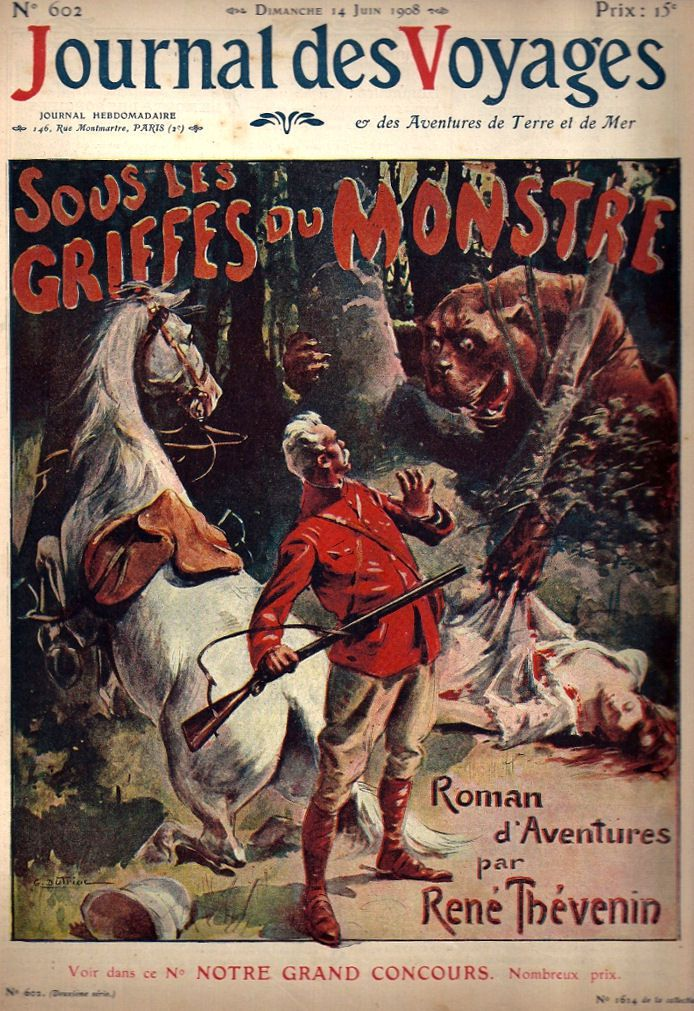
Illustraition de Georges Dutriac pour le Journal des voyages en 1908

Actif de 1902 à 1942, Dutriac a exposé au Salon des artistes français à partir de 1893, année où il obtient une mention honorable. Fréquemment sollicité par les éditeurs parisiens, il a illustré des dizaines de romans, dont ceux de Jules Verne en Bibliothèque verte, Émile Driant, Gaston Chérau, Gyp ou Magdeleine du Genestoux et fourni des dessins à L'Illustration et à la « Select-Collection ».

## Livres
- Capitaine Danrit (Commandant Driant), L'aviateur du pacifique, illustrations de G. Dutriac, Librairie Ernest Flammarion, Paris, 1909.
- Capitaine Danrit (Commandant Driant), Robinsons souterrains, illustrations de G. Dutriac, Librairie Ernest Flammarion, Paris, 1912.